# 冼都东站
冼都東站位於吉隆坡冼都路旁，是吉隆坡安邦线和大城堡线的其中一个高架轻快铁车站，也是北端终点站。本站属于安邦线第二阶段线路，于1998年12月6日开始运营。
冼都是吉隆坡一个以中密度低成本住宅区为主的市郊，其可被分为冼都东部（Sentul Timur）和冼都西（Sentul Barat）。冼都路和怡保路是冼都的主要道路。

## 历史
在吉隆坡共和联邦运动会期间，政府在吉隆坡北部和南部区域建设了一条15公里的轨道，目的是将冼都东连接至市区及周边地区，以应付武吉加里尔共运会选手村和国家体育场的人潮。

## 意外事件
2006年10月27日，一辆6车厢列車在冼都東站的盡頭發生脫軌意外，列車的半截車廂衝出軌道，懸掛於30米的半空中，導致本站停止服務逾20分鐘，该次事件也是安邦線投入服務來，首次發生該宗罕見意外。
2021年8月20日下午，冼都东站发生意外，一名身分不明的女子被发现遭轻快铁辗毙，警方调查后，发现女死者当时是走到连结2节车厢的铁支中坐下，并轻快铁走动时，跌入轨道中被该列轻快铁辗过，导致安邦线和大城堡线的轻快铁服务受影响。

## 車站樓層
本站是安邦线和大城堡线的一个高架车站。车站站台设在顶楼，涵盖两个側式月台和两条线路；在底楼和站台楼之间有一个购票台（车站大厅）。此站的设计类似其他车站，多层屋顶由格子框架、白灰色墙壁和支柱。所有楼层都有楼梯和手扶梯连接。
| 二楼     |                                                                               |                                          |
| 側式站台 |                                                                               |                                          |
| 1号站台: | 终点站                                                                        |                                          |
| 2号站台: | 3 安邦线/4 大城堡线 34通过 AG11 SP11 陈秀连往 SP31 布特拉高原与 AG18 安邦 (←) |                                          |
| 側式站台 |                                                                               |                                          |
| 一楼     | 车站大厅                                                                      | 自动售票机、验票闸门、售票站、车站控制台 |
| 地面     | 街道                                                                          | 2/48A路                                  |

## 车站周边
美乐组屋（Pangsapuri Melur）是最临近本站的住宅区。

## 图片集

冼都东站站台